# Неклюдов, Сергей Петрович
Сергей Петрович Неклюдов  (1 июня 1790 — 18 апреля 1874) — мировой судья, тюремный инспектор, действительный статский советник, участник Отечественной войны 1812 года.

## Биография
Родился в семье помещиков Старицкого уезда Тверской губернии — обер-прокурора Петра Васильевича (1745—1798) и Елизаветы Ивановны (1755—1800), дочери капитан-поручика Ивана Михайловича Левашова, спасшего жизнь Екатерине II во время обвала дома графа Разумовского в Гостилицах. Крещен 6 июня 1790 года в Симеоновской церкви при восприемстве брата Ивана и сестры Марии.
Лишившись родителей, жил в доме старшей сестры Марии (жены А. В. Супонева). В 1802 году был помещен в пансион известного аббата Николя. 6 февраля 1806 года определён юнкером в Иностранную коллегию; 7 декабря по Высочайшему повелению, «не в пример другим» переведён эстандарт-юнкером в Кавалергардский полк; 9 октября 1809 года произведён в корнеты; через год (26 ноября 1810 года) назначен дивизионным адъютантом 1-й Кирасирской дивизии.

Портрет на миниатюре Ж.-Б. Изабе (1811)

24-26 августа 1812 года, в Бородинской битве корнет Кавалергардского полка Неклюдов был адъютантом командующего кавалерией 2-й Западной армией генерал-лейтенанта князя Д. В. Голицына. 13 января 1813 года произведён в поручики, а 27 июля перемещён адъютантом к князю Д. В. Голицыну. 23 сентября произведён в штабс-ротмистры.
В 1817 году — в ротмистры. 13 мая 1819 года переведён в Иркутский гусарский полу полковником, а 24 октября за болезнью уволен от службы, с мундиром; затем был переименован в действительные статские советники. Неклюдов участвовал в кампаниях 1812, 1813 и 1814 годов и был награждён: за Бородино орденом Св. Владимира 4-й степени с бантом, за Красное — Св. Анны 2-й степени, за Кульм — золотою шпагою, за Лейпциг — алмазами к ордену Св. Анны 2-й степени.
Н. Н. Муравьёв в своих «Записках» писал: «Во Франкфурте (в 1813 году) по вечерам я ходил к адъютантам князя Голицына, с которыми был хорошо знаком; там были Неклюдов, Башмаков, Ланской… все порядочные молодые люди… Мы занимались музыкой и проводили довольно приятно вечера».
С конца 1820-х годов Неклюдов постоянно жил в Петербурге, где на Гагаринской набережной построил собственный дом с модными нововведениями — водопроводом и «английскими удобствами». С 1837 года состоял в Попечительском комитете о бедных. В качестве попечителя Обуховской больницы с 1841 года занимался её переустройством. Был членом Английского клуба с 25-летнего возраста и по свою кончину.
По воспоминаниям внука, в петербургском обществе Неклюдова считали гораздо более богатым, чем он был на самом деле, в силу его солидных привычек и независимого нрава. Он был хорошего роста, крепкого сложения, с красивым и характерным лицом. Голос его был звучный и всегда громкий, французская — обыкновенно — речь его была всегда толкова и интересна, часто, в сердитую минуту, сходил он на русскую речь, также вполне правильную и с народным оттенком. К концу жизни своей он сделался особенно раздражительным, проблески светской любезности проявлялись в нём все реже и реже, а припадки чудачества и нелюдимости все чаще.
Разойдясь с женой, он отдал свой дом старшей дочери Замятиной, а сам переехал на квартиру в доме на Морской, где жил до самой кончины. Умер 18 апреля 1874 года от гриппа и похоронен на Лазаревском кладбище Александро-Невской лавры.

## Семья
Жена (с 12 ноября 1811 года) — Варвара Ивановна Нарышкина (1792—1867), дочь сенатора И. А. Нарышкина и баронессы Е. А. Строгановой. Венчались в Петербурге в Симеоновской церкви на Моховой, поручителями были А. А. Саблуков и Н. И. Депрерадович. По словам современницы, мадам Неклюдова хотя и имела крупные черты, но собой была очень хороша; особенно у неё был прекрасный профиль. По природе своей была кокетливая и легкомысленная, и всю свою жизнь была женщиной светской. Брак её не был счастливым. Несходство характера с мужем, её увлечение католичеством и дружба с иезуитами, его ревность и сцены, привели к полному разрыву супругов. Неклюдовы продолжали жить в одном доме, но в разных его половинах. К концу жизни Варвара Ивановна была вынуждена покинуть Петербург и, вместе со своей любимой дочерью Ольгой, переехала в Сергиев Посад, где купила дом-усадьбу. Там она и скончалась от воспаления легких в январе 1867 года. Похоронена на кладбище Троице-Сергиевой лавры. В браке имела четырнадцать детей, но только девять из них выжили:
- Екатерина Сергеевна (05.09.1812[4]—1886), крещена 14 сентября 1812 года в Владимирском соборе при восприемстве барона Г. А. Строганова и тетки Е. П. Голенищевой-Кутузовой; с 1838 года замужем за министром юстиции Д. В. Замятниным.
- Петр Сергеевич (02.09.1815[5]—1864), крещен с сестрой 12 сентября 1815 года в Сергиевском соборе при восприемстве Д. Л. Нарышкина и княгини В. А. Шаховской; камергер, женат на Софьи Владимировне Кондоиди.
- Елизавета Сергеевна (02.09.1815—20.02.1826[6]), близнец с братом, крестница И. А. Нарышкина и баронессы А. С. Строгановой; умерла от падучей болезни произошедшей от испуга.
- Сергей Сергеевич (01.12.1816[7]— ?), крещен 17 декабря 18116 года в Владимирском соборе при восприемстве А. А. Саблукова и бабушки Е. А. Нарышкиной.
- Иван Сергеевич (1817—28.01.1820[8])
- Василий Сергеевич (14.12.1818[9]—1880), крещен 27 января 1819 года в Сергиевском соборе при восприемстве князя Д. В. Голицына и графини С. В. Строгановой; публицист, отец дипломата и мемуариста А. В. Неклюдова.
- Лев Сергеевич (06.08.1820[8]—22.03.1822[10]), крещен 15 сентября 1820 года в Сергиевском соборе при восприемстве И. П. Галахова и сестры Екатерины.
- Ольга Сергеевна (1823—1900), фрейлина, замужем за генералом Семёном Васильевичем Падейским.
- Григорий Сергеевич (27.07.1824—28.07.1824), крещен был в Петербурге в Сергиевском соборе.
- Варвара Сергеевна (1825—1871), замужем за кавалергардом Эммануилом Готманом, сыном А. Д. Готмана.
- Мария Сергеевна (30.12.1826[11]—1893), крещена 4 февраля 1827 года в Пантелеимоновской церкви, крестница В. Н. Шеншина и М. П.Супоневой. По отзыву современника, была некрасива, имела большие глаза и огромный нос. Про неё Соболевский сочинил: «Создав огромных пару глаз, Бог к ним потом приделал Вас». Будучи не замужем, была полной хозяйкой в доме сестры своей Е. Казнаковой. Позже, в 1860-х годах, роли их переменились. Мария Сергеевна была одержима страшным недугом, и тогда сестра её обратилась при ней в настоящую сестру милосердия.
- Елизавета Сергеевна (1828—1906), с 1853 года замужем за сибирским генерал-губернатором Н. Г. Казнаковым.
- Михаил Сергеевич (1830—1859), убит на дуэли.